# کلیسای مریم مقدس (تاتئوی وانک)
کلیسای مریم مقدس (تاتئوی وانک) (ارمنی: Սուրբ Աստվածածին եկեղեցի (Տաթևի վանք)؛ انگلیسی: St. Mary) یک کلیسا متعلق به کلیسای حواری ارمنی واقع در روستای تاتو، استان سیونیک ارمنستان می‌باشد. ساخت و ساز این ساختمان در سده ۱۱ام میلادی؛ به پایان رسید. این بنا به سبک معماری ارمنی طراحی شده است.

## نگارخانه

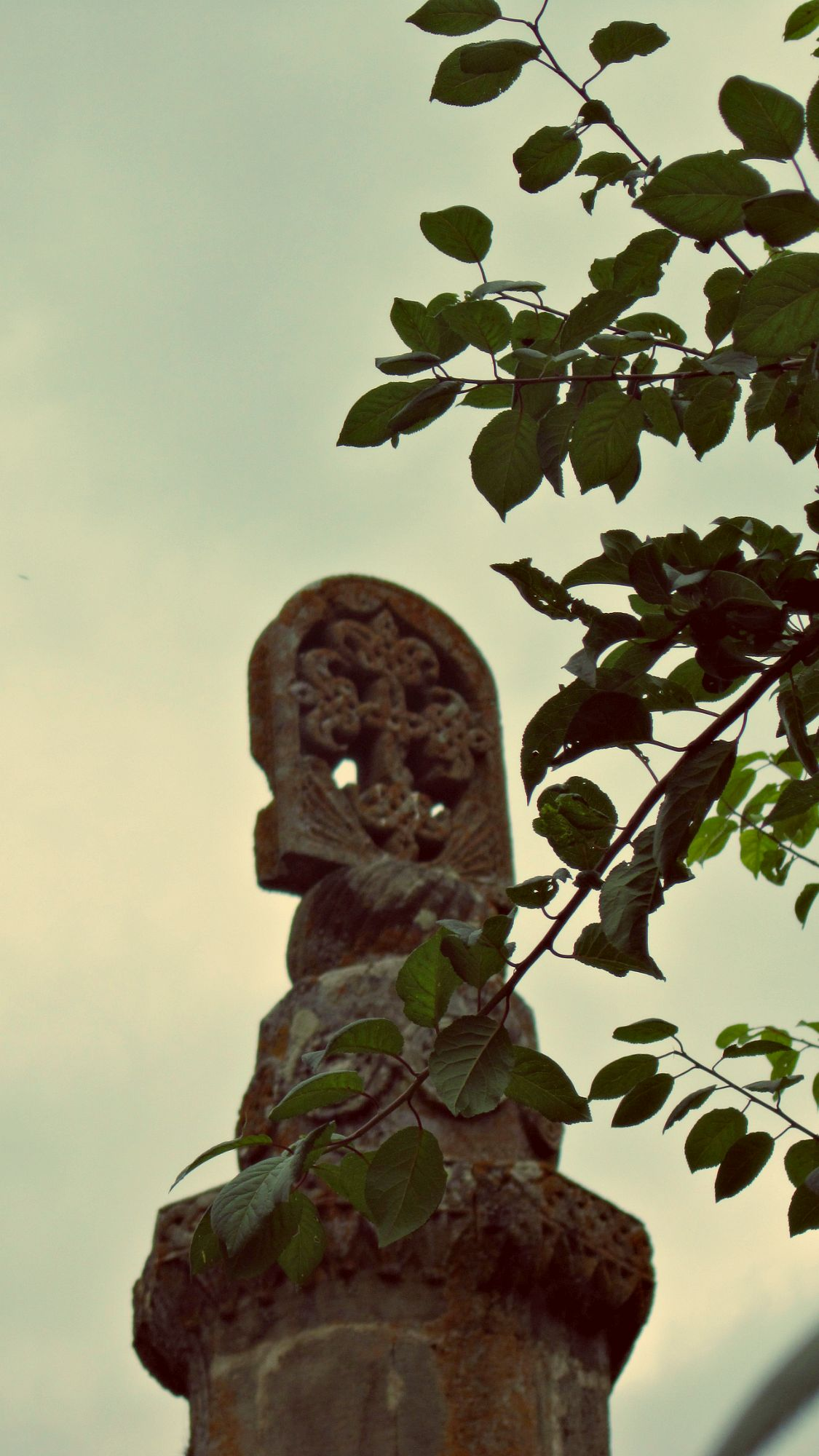
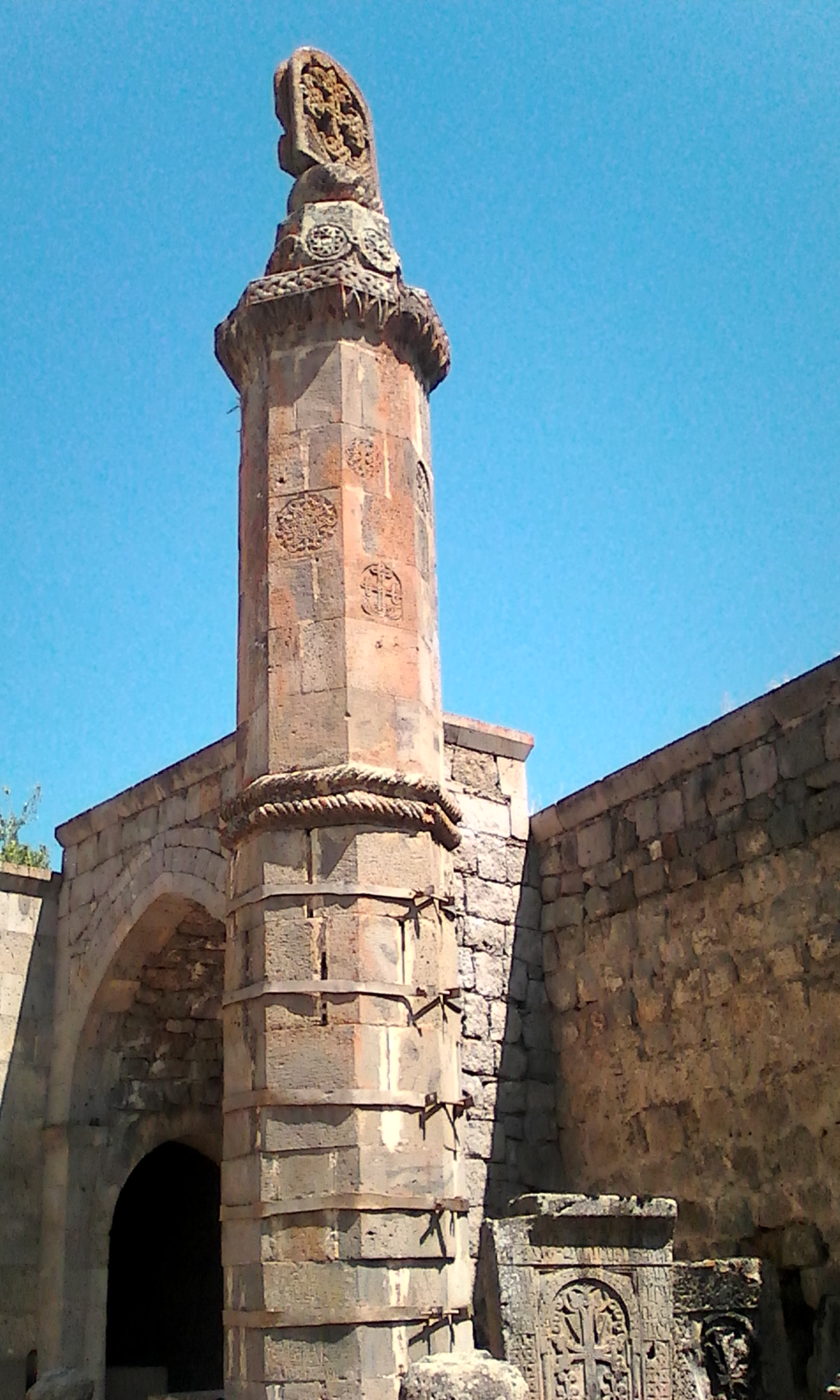
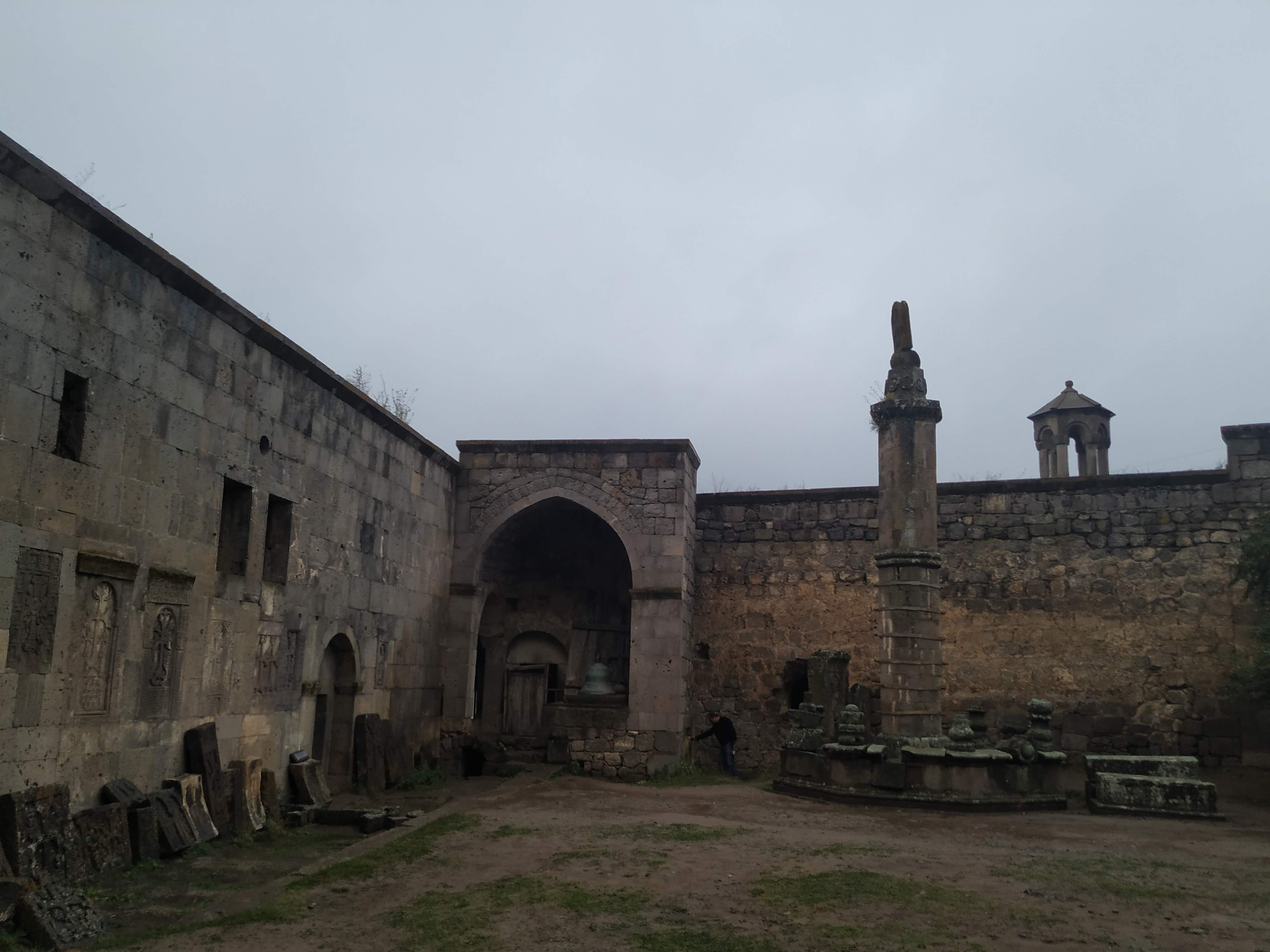
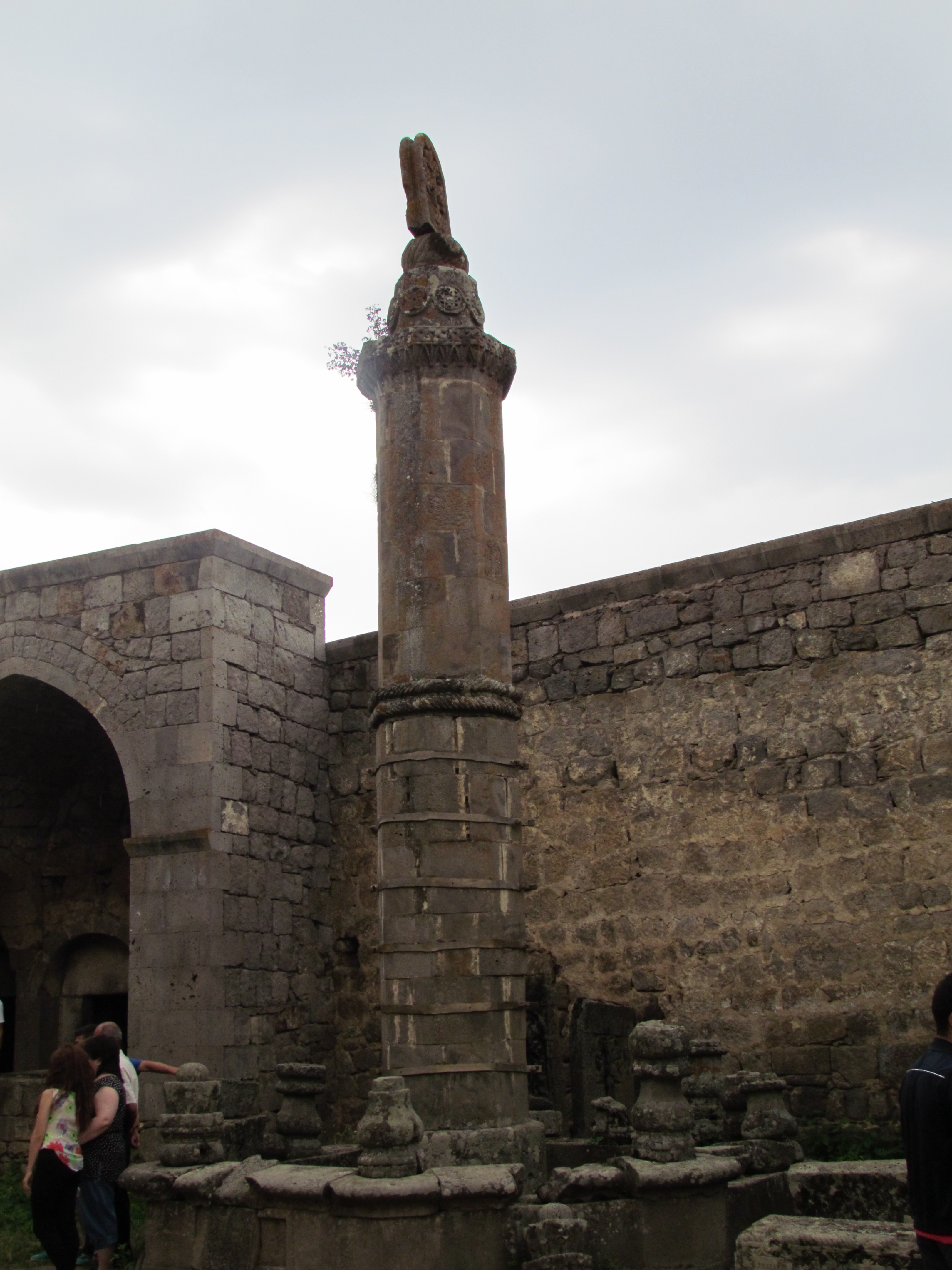
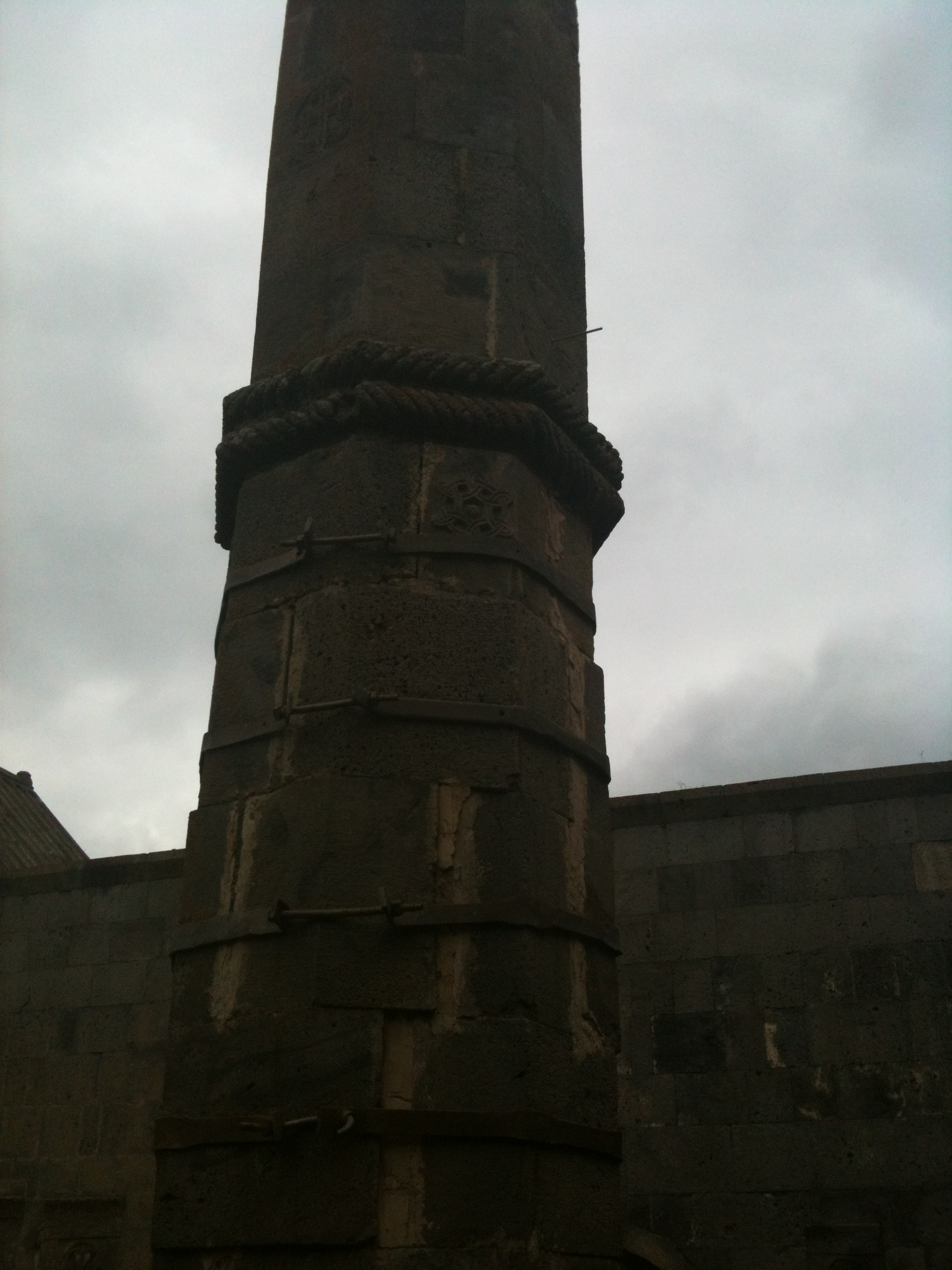
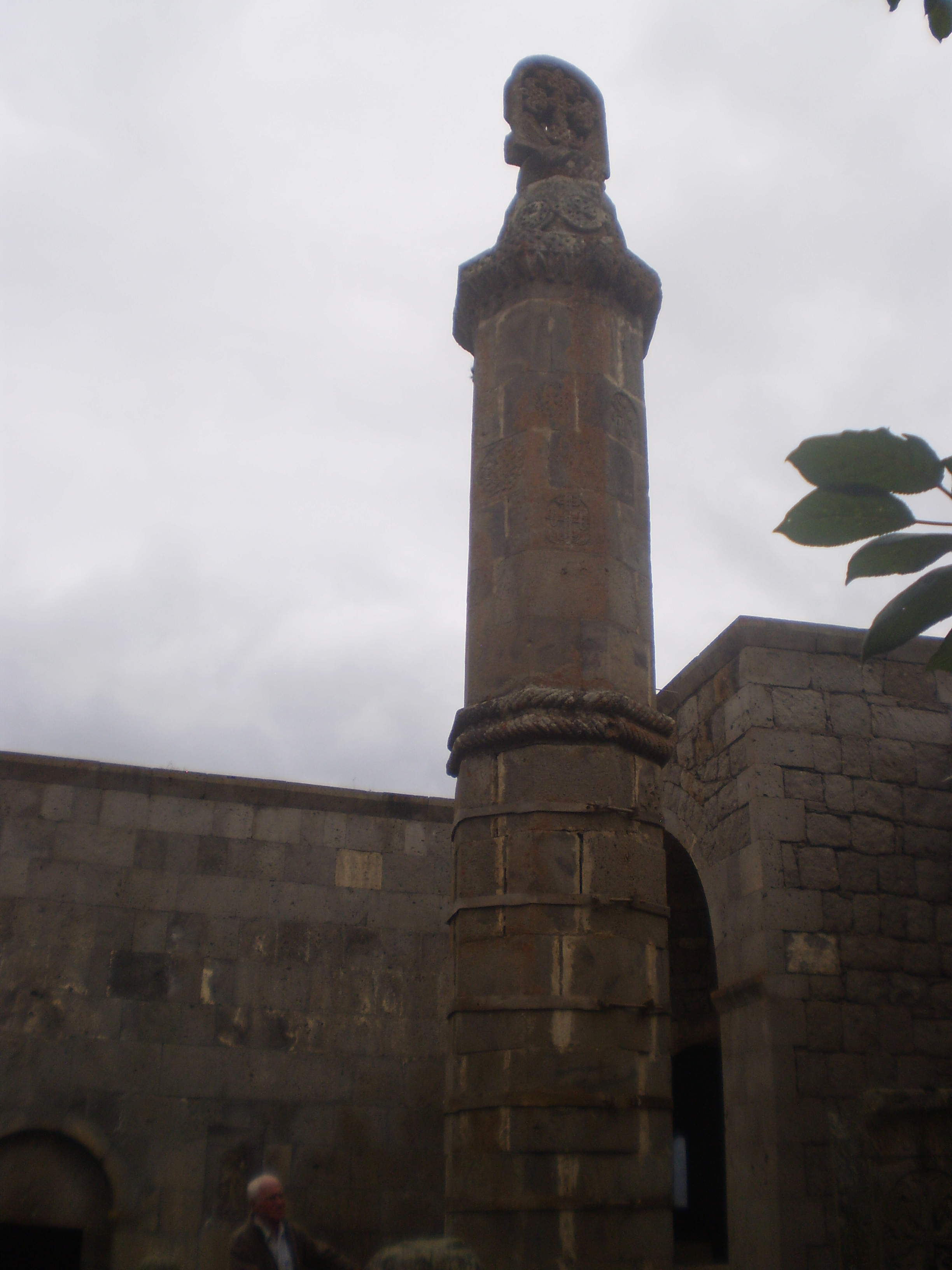
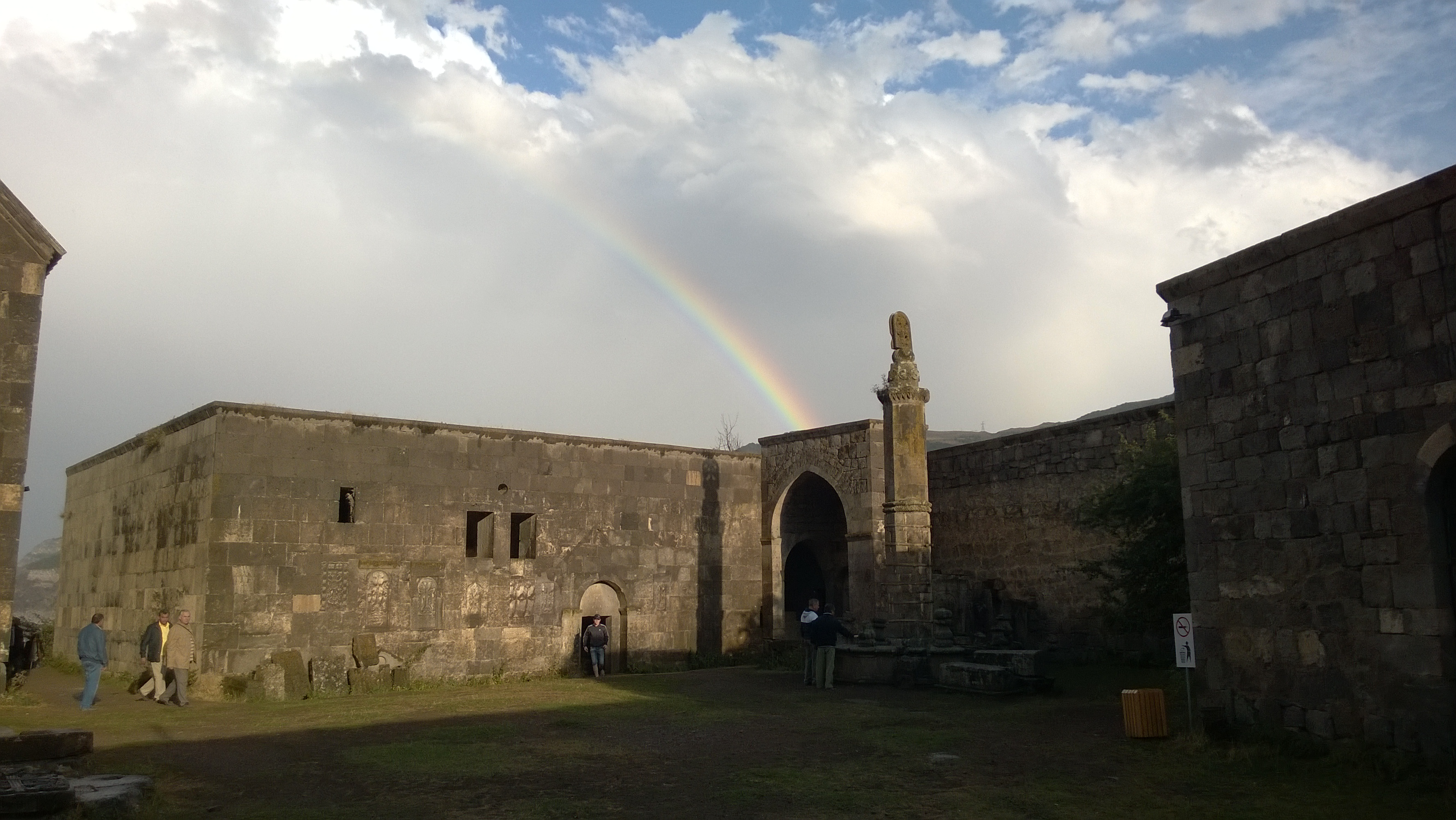